# محمود الكمشوشي
محمود الكمشوشي (28 يوليو 1915 بمدينة الإسكندرية - 5 مارس 1971) شاعر مصري، كتب عدة مونولوجات لاسماعيل يس و كتب لمحمود شكوكو من أشهرها مونولوج «جرحوني وقفلوا الاجزخانات» وهو من ألحان محمود الشريف. وقد كتب الكمشوشي برنامج فرقة الفنون الشعبية في الإسكندرية خلال فترة الستينيات، وكان البرنامج مزيجًا من التابلوهات الراقصة والأوبريت. وتولى الملحن محمد الموجي إعداد موسيقى البرنامج وتلحين الأغاني.
وقد كتب العديد من المسلسلات الإذاعية في إذاعة الإسكندرية ومنها مسلسل حميدو، قد ساهم الشاعر محمود الكمشوشى في الكثير من الأعمال الفنية مع الاذاعى الكبير حافظ عبد الوهاب فكان لهم الفضل في إنشاء إذاعة الإسكندرية كاول اذاعى اقليمية. وقام بكتابه بعض اغانى السينما المصرية مثل أغنية قفز الهوا لفرقه الدراويش وغنيت في فيلم إسماعيل يس طرزان واغنية الفلايكى لعباس البليدى ومونلوج سكر و الاشاعات والقاه اسماعيل يس وقد قام الكمشوشى بكتابة أول أغنية في تاريخ إذاعة الإسكندرية «احنا الشعب الحر»، وكتب عن القومية العربية بالزجل.
كانت تجمعه صداقة كبيرة بالشاعر الغنائي محمد علي أحمد وكانا يتبادلان الأزجال عن طريق الحمام الزاجل الذي كان ينتقل بين الصديقين من القاهرة إلى الإسكندرية ودون الكمشوشي في تلك الرسائل أزجاله بخط يده وكل زجل منها مؤرخ بتاريخ إرساله أو بتاريخ استقباله.

## حياته
ولد محمود عبد العال محمد الكمشوشى في يوم 28 يوليو 1915 في كوم الدكة بحى العطارين بمدينة الإسكندرية وكان يعمل مديرا باحدى شركات القطاع العام وقتها والمتخصصه في تصنيع الورق. وكان مؤلفا اذاعياحب الزجل وكتب منه الالــــوان العديدة فكان علم من اعلام الإسكندرية في هذا المجال ومن أشهر شعراء العامية في هذا الوقت. وكان يكتب في شتي الالوان..شاعرا شعبيا ضاحكا باسما ساخرا يداعب الفن الشعبي بريشته وقلم الفنان خفيف الروح يكتب وينسج الاغنية للطبيعة وناقد اجتماعي ساخر.

## محمود الكمشوشى وبيرم التونسى
كانت بداية قصة الصداقة بين محمود الكمشوشى وبيرم التونسى هو ان الكمشوشى كان صديقا لمحمد البحر درويش ابن فنان الشعب سيد درويش والجدير بالذكر انه كتب له أغنية وطنية بعنوان وقت الجهاد، كما كان الكمشوشى يقضى مع محمد البحر اوقاتا كثيرة وايضا بيرم التونسى في منزل محمد البحر درويش بكوم الدكة، وبعد غياب بيرم التونسى لفتره طويله في القاهره ما يقارب العشرون عاما، رجع مره أخرى إلى الاسكندرية، فاراد محمد البحر ان يعرف بيرم بالكمشوشى ولكنه يعرف ان بين بيرم التونسى والزجالين عقدة النبوغ فهو لا يرضى بالقليل، ففى أول لقاء بين بيرم والكمشوشى قال له بيرم في البداية سمعنى، فاسمعه اكتر من زجل فكان بيرم يرد عليه اسباب كل زجل، فاسمعه الكمشوشى زجل بينه وبين ربه بعنوان «بينى وبينه» فلما سمع بيرم ما قاله الكمشوشى اعجب بيه اشد الإعجاب وسار صديقا له إلى ان رحل عنا.

## نماذج من شعره
قصيدة ادواتى وقد كتبها في المنافقين ومنها:
| محمود الكمشوشي | انا مرائي انا بوشين اخالف ما تراه العين انا اخرص انا اعمي وابكم.. والبكم نعمه وان اتكلمت.. بتكلم بلهجه مرخرخه وناعمه.. رقبتي المالحه بتنيها وقامتي العدله بحنيها.. واغنيه النفاق والزور بلحنها واغنيها.. انا اوصافي لا تنكر انا الفحشاء انا المنكر.. ودي ادوات لأكل العيش بساير بيها اهل الطيش.. وبيها البس حرير هندي ومن غيرها مطولش الخيش.. | محمود الكمشوشي |

ديوان بينى وبينه وذلك الديوان ابهر بيرم التونسى لما استمع له ومنه:
| محمود الكمشوشي | البلاوى اتحوطتنى و الهموم سدت طريقى.. و الديون جت موتننى موت ياريته كان حقيقى.. اشتكيت للناس اسايا زودونى هموم كتيرة.. عقلى قالى في النهاية اشكى للراس الكبيرة.. | محمود الكمشوشي |

قصيدة الرشوة ومنها:
| محمود الكمشوشي | ياحلو روش يا سيدي روش ياروحي روش ياعقــلي روش.. تعوزها بانج تلاقاها بانج تعوزهـــــــا دوش تلاقاهـــا دوش مادام تــروش.. تحب تصرف بضاعة بايرة بدون مشقـــــــــة لمــــح تروش.. حيقبلوها وهية بايظة ومش مطابقة علشــــــــــان تروش.. | محمود الكمشوشي |

قصيدة الحرب ومنها:
| محمود الكمشوشي | الى خالقنى رازقنى تملى قبل الحرب و قبل الضرب.. لا والناس بتجيلى تقولى ايه راح تعمل بعد الحرب.. ناس فاكرين الحرب رازقناو مخليلنا جيوبنا تقيله.. و اما حيخلص ينشف ريقناو المليم نلاقاه بالتيله.. مش عارفين ان إلى خالقنا قاعد برده لبعد الحرب.. | محمود الكمشوشي |

## أهم أعماله الغنائية
- مونولوج سكر - اسماعيل يس
- مونولوج الاشاعات - اسماعيل يس
- جرحونى وقفلو الاجزخانات - غناء محمود شكوكو - الحان محمود الشريف وقد قام بغنائها أيضا حسن الاسمر وحسام حسنى[8]

- وقت الجهاد - غناء محمد البحر درويش ابن فنان الشعب سيد درويش
- ونبى يا جميل - غناء محمود شكوكو - الحان كمال الطويل
- احنا الشعب الحر غناء المجموعة - الحان محمد سعيد احمد وكانت أول أغنية في تاريخ اذاعة الإسكندرية.
- الا كده - غناء محمود شكوكو - الحان محمود الشريف
- امسك الخشب - غناء محمود شكوكو - الحان محمود شكوكو
- بيحب يضرب - غناء محمود شكوكو
- قفز الهوا وتشعبطا - غناء فرقة الدراويش - الحان إسماعيل صديق
- لا بتسال عليا - غناء محمود شكوكو - الحان محمود شكوكو
- يا نواعم يا تفاح - غناء محمود شكوكو
- اقسم لك بشرفى - غناء محمود شكوكو الحان كمال الطويل
- زفة اسكندرانى - الحان محمد الموجى
- ماشي العمل - الحان محمد الموجى
- حلم صياد - غناء محمود شكوكو
- انا عقلى خلاص - غناء محمود شكوكو - الحان خليل المصرى
- بحبهم الاتنين - غناء فايد محمد فايد
- لياليك يا رمضان - غناء محمد شوقى
- ولا كان على البال - غناء ثريا علام - الحان محمد عفيفى
- ماشاء الله - غناء عزت عوض الله
- بحبهم الاتنين - غناء فايد محمد فايد

## أهم أعماله مع اذاعة الإسكندرية
- برنامج حميدو وكان من إخراج حافظ عبد الوهاب
- المسلسل الاذاعى في الامر جريمة
- فوازير رمضان
- المسلسل الاذاعى حكاية قسمه
- المسلسل الاذاعى بنت السجان
- المسلسل الاذاعى كنز نابليون
- قالو في الامثال

## فوازير رمضان
يعتبر الشاعر محمود الكمشوشى أول من ادخل فوازير رمضان لاذاعة الإسكندرية فقد انفرد بكتابة هذه الفوازير ويذكر ان بيرم التونسى هو أول من ادخل فوازير رمضان للإذاعة في القاهرة.

## وفاته
توفي الكمشوشي في يوم 5 مارس عام 1971.

## روابط خارجية
- محمود الكمشوشي على موقع IMDb (الإنجليزية)
- محمود الكمشوشي على موقع قاعدة بيانات الأفلام العربية